# People’s Progressive Party (Guyana)
People's Progressive Party (PPP) ist eine politisch linksgerichtete Partei in Guyana. Sie wird in erster Linie durch Indo-Guyaner unterstützt. Parteivorsitzender ist seit 1997 Donald Ramotar.

## Geschichte
Die PPP wurde am 1. Januar 1950 unter anderem von Cheddi Jagan als Vorsitzender, Forbes Burnham als Stellvertreter und Jagans Frau Janet als Sekretärin gegründet. Am 1. April 1951 fand der erste Parteitag statt. 1953 gewann die Partei die Wahlen und Cheddi Jagan wurde Ministerpräsident. Die PPP gewann auch die Wahlen von 1957 und 1961. Bei den Wahlen von 1964 verlor man die Macht und auch 1968 blieb die PPP in der Opposition. Seit den Wahlen von 1992 war sie die Regierungspartei in Guyana. Auch in den Wahlen in den Jahren 1997, 2001, 2006 und 2011 erreichte sie die Mehrheit. Am 11. Mai 2015 musste sie vermeintlich eine Wahlniederlage gegen ein multiethnisches Bündnis hinnehmen; die gerichtlich angewiesenen Neuwahlen aufgrund von Wahlfälschung verschleppte die illegale Regierung lange, doch im August 2020 trat mit Irfaan Ali von der PPP der rechtmäßige Präsident sein Amt an.
Weblinks
- Offizielle Webseite der People's Progressive Party